# Eray Özbek
Mehmet Eray Özbek (* 9. Januar 2003 im Kocasinan) ist ein türkischer Fußballspieler.

## Karriere

### Verein
Özbek begann 2014 seine Karriere in dem Jugendverein von Kayserispor. Am 24. Januar 2019 nahm er erstmals am Training der Profimannschaft teil und unterzeichnete am 16. August 2019 seinen ersten Profivertrag über drei Jahre. Sein Pflichtspieldebüt für die erste Mannschaft gab er am 19. Dezember 2019 im türkischen Pokalspiel gegen Manisa FK, das 3:3 endete.
Im Juni 2022 verlängerte Özbek seinen Vertrag um weitere vier Jahre bis 2026. Am 8. Februar 2023 wechselte er auf Leihbasis bis Saisonende zum Drittligisten Kırşehirspor.

### Nationalmannschaft
Özbek spielte 2019 für die türkische U16-Nationalmannschaft und bestritt drei Länderspiele. Im Oktober 2024 wurde er in die U20 der Türkei berufen.